# Ostuni (cognome)
Ostuni è un cognome di lingua italiana.

## Varianti
Il cognome non presenta varianti.

## Origine e diffusione
Cognome tipicamente pugliese, è presente prevalentemente in Salento.
Potrebbe derivare dal toponimo Ostuni.